# Далматин, Антон
Антон (Антун) Далматин (Далматский) (хорв. Antun Dalmatin) — хорватский писатель

, переводчик и издатель глаголических книг в реформационном духе в середине XVI века.

## Биография
Об его детстве информации практически не сохранилось, да и прочие биографические сведения о нём очень скудны и отрывочны; предположительно он был родом их хорватского городка Сень на Адриатическом побережье.
Желая распространить реформацию среди южных славян, он вместе с бароном Зонегом Гансом Унгнадом, Приможем Трубером, Юрием Далматином, Стефаном Консулом Истрианином трудился в Тюбингене над изданием глаголических славянских книг, проникнутых реформационными идеями: азбуки в 1560 года, азбуки и катехизиса в 1561 года, «Први дел Новога Тестамента» (1562), «Други диал Новога Тестамента» (1563), «Едни кратки разумни науци», (1562) «Артикули ... крстианске вере» (1562), «Сповид» (1564), «Брамба Аугустанске споведи» (1564), «Постила» (1562) и многими другими.
Антон Далматин скончался в 1579 году.